# Phataginus
Phataginus — рід панголіноподібних ссавців з родини панголінових. Його члени є більш деревними серед африканських ящерів.
Кількість нелегально проданих ящерів з роду Phataginus становила принаймні шокуючих 895 000 з 2010 по 2019 рік. На тварину полюють і браконьєрять заради її луски та м'яса. Робляться спроби захистити цих ссавців від торгівлі та вимирання, але ці спроби не дають значних результатів. Усі види ящерів вразливі, перебувають під загрозою вимирання чи під критичною зашгрозою.